# 子母綿掌
子母綿掌，又稱三勝拳，山西拳術，為中國武術流派之一。

## 源流
子母绵掌據傳由形意拳之蛇形衍变而成。为何人何时所创不可考。又传江南一武师夫妇皆精此拳，秘不外传。后武师遭人暗算，临终前嘱妻须将此拳术授于遗腹之子。后来母传子受，其子果尽得母传，报了父仇，故又名子母绵掌，寓意为“母生子，子约母”。清朝光绪年间，又有河北沧州镖师郭凤鸣精此拳术，因其抱打不平误伤人命，逃避山西灵邱县，并设场授艺，此拳即在山西流传。

## 介紹
子母绵掌属于内家拳，因拳招式分左右，手法分阴阳，掌拳互易，刚柔相济，粘随连绵，故得名子母绵掌，子母绵掌又称三胜拳，即头门不动、二门不仃、三门取胜是也。该拳在技击上讲究就势借力、以防带攻、攻防结合、以典求伸、以柔克刚。

## 套路
子母绵掌之掌型多取瓦蛇掌，步型有弓、马、偏马、半马、丁八、寒鸡步、小蹲式、蛇形一字步等；拳法有贯、冲、盖、砸等；掌法有托、推、滚、引、抹、按、扣、剪、劈、截、封、插等；肘法有：掀、捅、顶、挑等；腿法有：踹、踢、蹉、勾、挂等。另外还有靠、撞、揣、顶、压等肩膀之打法。拳技击时讲求肩、肘、拳、掌、胯、膝、脚并用，套路主要有：子母绵掌大掌、子母绵掌小掌、三才子母棍等。

## 來源
1. 1 2 3  梁春霆 《子母綿掌》
2. ↑  郭富强 《子母綿掌全書》